# Sergei Grigorjew (Leichtathlet, 1992)
Sergei Grigorjew (russisch Сергей Григорьев, engl. Transkription Sergey Grigoryev; * 24. Juni 1992 in Almaty) ist ein kasachischer Stabhochspringer.

## Karriere
Erste internationale Erfahrungen sammelte Sergei Grigorjew bei den Jugendweltmeisterschaften 2009 in Brixen, bei denen er mit 5,00 m den sechsten Platz belegte. Im Jahr darauf gewann er bei den Juniorenasienmeisterschaften in Hanoi mit 4,95 m die Silbermedaille hinter seinem Landsmann Nikita Filippow. 2014 nahm er erstmals an den Asienspielen im südkoreanischen Incheon teil und schied dort ohne eine überquerte Höhe aus. 2015 belegte er mit 5,40 m Platz sechs bei den Asienmeisterschaften in Wuhan sowie Platz neun bei der Sommer-Universiade in Gwangju, bei der er 5,15 m überquerte. Zwei Jahre später gewann er bei der Sommer-Universiade in Taipeh mit 5,50 m die Silbermedaille hinter dem Portugiesen Diogo Ferreira. Anfang September siegte er bei den Asian Indoor & Martial Arts Games in Aşgabat mit überquerten 5,50 m. 2018 nahm er erneut an den Asienspielen in Jakarta teil und wurde dort mit 5,40 m Vierter. Im Jahr darauf belegte er bei den Asienmeisterschaften in Doha mit 5,51 m den achten Platz.
2016 wurde Grigorjew Kasachischer Meister im Stabhochsprung im Freien sowie 2016 und 2017 in der Halle.

## Persönliche Bestleistungen
- Stabhochsprung: 5,65 m, 13. Mai 2017 in Busan
- Stabhochsprung (Halle): 5,50 m, 23. Januar 2016 in Öskemen